# Flyverfatning
Flyverfatning er en måde at holde på inden for folkedans. Man vender fronten mod hinanden og har armene ud til hver side og holder i hinandens hænder derude.
| Dans | Spire Denne artikel om dans eller danseudtryk er en spire som bør udbygges. Du er velkommen til at hjælpe Wikipedia ved at udvide den. |